# Atletismo nos Jogos Pan-Americanos de 2019
As competições de atletismo nos Jogos Pan-Americanos de 2019 foram realizadas em Lima, Peru, entre 28 de julho e 11 de agosto. Vinte e quatro eventos masculinos e vinte e quatro femininos foram disputados, com a adição dos 50 km marcha atlética feminina. Todas as provas ocorreram no Estádio de Atletismo da Villa Desportiva Nacional com exceção da maratona e da marcha atlética que ocorreu nas ruas vizinhas ao Parque Kennedy.

## Calendário
| Julho / Agosto | 24 | 25 | 26 | 27 | 28 | 29 | 30 | 31 | 1 | 2 | 3 | 4 | 5 | 6 | 7 | 8  | 9  | 10 | 11 |
| -------------- | -- | -- | -- | -- | -- | -- | -- | -- | - | - | - | - | - | - | - | -- | -- | -- | -- |
| Atletismo      |    |    |    | 2  |    |    |    |    |   |   |   | 2 |   | 5 | 6 | 10 | 11 | 10 | 2  |

|  | Dia de competição |  | Dia de final |

## Medalhistas

### Masculino
| Evento                              | Ouro                                                                              | Ouro      | Prata                                                                       | Prata    | Bronze                                                                                | Bronze   |
| ----------------------------------- | --------------------------------------------------------------------------------- | --------- | --------------------------------------------------------------------------- | -------- | ------------------------------------------------------------------------------------- | -------- |
| 100 metros detalhes                 | Mike Rodgers USA Estados Unidos                                                   | 10.09     | Paulo André de Oliveira BRA Brasil                                          | 10.16    | Cejhae Greene ANT Antígua e Barbuda                                                   | 10.23    |
| 200 metros detalhes                 | Alex Quiñónez ECU Equador                                                         | 20.27     | Jereem Richards TTO Trinidad e Tobago                                       | 20.38    | Yancarlos Martínez DOM República Dominicana                                           | 20.44    |
| 400 metros detalhes                 | Anthony Zambrano COL Colômbia                                                     | 44.83     | Demish Gaye JAM Jamaica                                                     | 44.94    | Denvo Gaye USA Estados Unidos                                                         | 45.07    |
| 800 metros detalhes                 | Marco Arop CAN Canadá                                                             | 1:44.25 , | Wesley Vázquez PUR Porto Rico                                               | 1:44.48  | Ryan Sánchez PUR Porto Rico                                                           | 1:45.19  |
| 1500 metros detalhes                | José Carlos Villarreal MEX México                                                 | 3:39.93   | John Gregorek USA Estados Unidos                                            | 3:40.42  | William Paulson CAN Canadá                                                            | 3:41.15  |
| 5000 metros detalhes                | Fernando Martinez Estrada MEX México                                              | 13:53.87  | Altobeli da Silva BRA Brasil                                                | 13:54.42 | Carlos Díaz CHI Chile                                                                 | 13:54.43 |
| 10000 metros detalhes               | Ederson Pereira BRA Brasil                                                        | 28:27.47  | Reid Buchanan USA Estados Unidos                                            | 28:28.41 | Lawi Lalang USA Estados Unidos                                                        | 28:31.75 |
| 4x100 metros detalhes               | Rodrigo do Nascimento Jorge Vides Derick Silva Paulo André de Oliveira BRA Brasil | 38.27     | Jerod Elcock Keston Bledman Akanni Hislop Kyle Greaux TTO Trinidad e Tobago | 38.46    | Jarret Eaton Cravon Gillespie Bryce Robinson Mike Rodger USA Estados Unidos           | 38.79    |
| 4x400 metros detalhes               | Jhon Perlaza Diego Palomeque Jhon Solís Anthony Zambrano COL Colômbia             | 3:01.41   | Mar'yea Harris Michael Cherry Justin Robinson Wil London USA Estados Unidos | 3:01.72  | Dwight St. Hillaire Jereem Richards Deon Lendore Machel Cedenio TTO Trinidad e Tobago | 3:02.25  |
| 110 metros com barreiras detalhes   | Shane Brathwaite BAR Barbados                                                     | 13.31     | Freddie Crittenden USA Estados Unidos                                       | 13.32    | Eduardo Rodrigues de Deus BRA Brasil                                                  | 13.48    |
| 400 metros com barreiras detalhes   | Alison dos Santos BRA Brasil                                                      | 48.45     | Amere Lattin USA Estados Unidos                                             | 48.98    | Kemar Mowatt JAM Jamaica                                                              | 49.09    |
| 3000 metros com obstáculos detalhes | Altobeli da Silva BRA Brasil                                                      | 8:30.73   | Carlos Sanmartín COL Colômbia                                               | 8:32.24  | Mario Bazan PER Peru                                                                  | 8:32.34  |
|                                     |                                                                                   |           |                                                                             |          |                                                                                       |          |
| Maratona detalhes                   | Cristhian Pacheco PER Peru                                                        | 2:10:41   | José Luis Santana MEX México                                                | 2:10:54  | Juan Joel Pacheco MEX México                                                          | 2:12:10  |
| 20 km marcha atlética detalhes      | Brian Daniel Pintado ECU Equador                                                  | 1:21:51   | Caio Bonfim BRA Brasil                                                      | 1:21:57  | José Alejandro Barrondo GUA Guatemala                                                 | 1:21:57  |
| 50 km marcha atlética detalhes      | Claudio Paulino Villanueva Flores ECU Equador                                     | 3:50:01   | Horacio Nava Reza MEX México                                                | 3:51:45  | Diego Pinzon COL Colômbia                                                             | 3:53:49  |
|                                     |                                                                                   |           |                                                                             |          |                                                                                       |          |
| Salto em distância detalhes         | Juan Miguel Echevarría CUB Cuba                                                   | 8.27 m    | Tajay Gayle JAM Jamaica                                                     | 8.17 m   | Emiliano Lasa URU Uruguai                                                             | 7.87 m   |
| Salto triplo detalhes               | Omar Craddock USA Estados Unidos                                                  | 17.42 m   | Jordan Díaz CUB Cuba                                                        | 17.38 m  | Andy Díaz CUB Cuba                                                                    | 16.83 m  |
| Salto em altura detalhes            | Luis Zayas CUB Cuba                                                               | 2.30      | Michael Mason CAN Canadá                                                    | 2.28     | Roberto Vilches MEX México                                                            | 2.26     |
| Salto com vara detalhes             | Chris Nilsen USA Estados Unidos                                                   | 5.76      | Augusto Dutra BRA Brasil                                                    | 5.67     | Clayton Fritsch USA Estados Unidos                                                    | 5.61     |
| Arremesso de peso detalhes          | Darlan Romani BRA Brasil                                                          | 22.07 m   | Jordan Geist USA Estados Unidos                                             | 20.67 m  | Uziel Muñoz Galarza MEX México                                                        | 20.56 m  |
| Lançamento de disco detalhes        | Fedrick Dacres JAM Jamaica                                                        | 67.68 m   | Traves Smikle JAM Jamaica                                                   | 65.02 m  | Reggie Jagers USA Estados Unidos                                                      | 64.48 m  |
| Lançamento de dardo detalhes        | Anderson Peters GRN Granada                                                       | 87.31     | Keshorn Walcott TTO Trinidad e Tobago                                       | 83.55    | Albert Reynolds LCA Santa Lúcia                                                       | 82.19    |
| Lançamento de martelo detalhes      | Gabriel Kehr CHI Chile                                                            | 74.98 m   | Humberto Arzola CHI Chile                                                   | 74.38 m  | Sean Donnelly USA Estados Unidos                                                      | 74.23 m  |
|                                     |                                                                                   |           |                                                                             |          |                                                                                       |          |
| Decatlo detalhes                    | Damian Warner CAN Canadá                                                          | 8513      | Lindon Victor GRN Granada                                                   | 8240     | Pierce LePage CAN Canadá                                                              | 8161     |

### Feminino
| Evento                              | Ouro                                                                                | Ouro     | Prata                                                                      | Prata      | Bronze                                                                           | Bronze   |
| ----------------------------------- | ----------------------------------------------------------------------------------- | -------- | -------------------------------------------------------------------------- | ---------- | -------------------------------------------------------------------------------- | -------- |
| 100 metros detalhes                 | Elaine Thompson JAM Jamaica                                                         | 11.18    | Michelle-Lee Ahye TTO Trinidad e Tobago                                    | 11.27      | Vitória Cristina Rosa BRA Brasil                                                 | 11.30    |
| 200 metros detalhes                 | Shelly-Ann Fraser-Pryce JAM Jamaica                                                 | 22.43    | Vitória Cristina Rosa BRA Brasil                                           | 22.62      | Tynia Gaither BAH Bahamas                                                        | 22.76    |
| 400 metros detalhes                 | Shericka Jackson JAM Jamaica                                                        | 50.73    | Paola Morán MEX México                                                     | 51.02      | Courtney Okolo USA Estados Unidos                                                | 51.22    |
| 800 metros detalhes                 | Natoya Goule JAM Jamaica                                                            | 2:01.26  | Rose Mary Almanza CUB Cuba                                                 | 2:01.64    | Deborah Rodriguez URU Uruguai                                                    | 2:01.66  |
| 1500 metros detalhes                | Nikki Hiltz USA Estados Unidos                                                      | 4:07.14  | Aisha Praught JAM Jamaica                                                  | 4:08.26    | Alexa Efraimson USA Estados Unidos                                               | 4:08.63  |
| 5000 metros detalhes                | Laura Galván MEX México                                                             | 15:35:47 | Jessica O'Connell CAN Canadá                                               | 15:36:08   | Kimberley Conley USA Estados Unidos                                              | 15:36:95 |
| 10000 metros detalhes               | Natasha Michell CAN Canadá                                                          | 31:55.17 | Risper Biyaki Gesabwa MEX México                                           | 31:59.00   | Rachel Cliff CAN Canadá                                                          | 32:13.34 |
| 4x100 metros detalhes               | Andressa Fidelis Vitória Cristina Rosa Lorraine Martins Rosângela Santos BRA Brasil | 43.04    | Khamica Bingham Crystal Emmanuel Ashlan Best Leya Buchana CAN Canadá       | 43.37      | Chanel Brissett Twanisha Terry Shania Collins Lynna Irby USA Estados Unidos      | 43.39    |
| 4x400 metros detalhes               | Lynna Irby Jaide Stepter Anna Cockrell Courtney Okolo USA Estados Unidos            | 3:26.46  | Natassha McDonald Aiyanna Stiverne Kyra Constantine Sage Watson CAN Canadá | 3:27.01    | Stephenie Ann McPherson Tiffany James Natoya Goule Roniesha McGregor JAM Jamaica | 3:27.61  |
| 100 metros com barreiras detalhes   | Andrea Vargas CRC Costa Rica                                                        | 12.82    | Chanel Brissett USA Estados Unidos                                         | 12.99      | Megan Simmonds JAM Jamaica                                                       | 13.01    |
| 400 metros com barreiras detalhes   | Anna Cockrell USA Estados Unidos                                                    | 55.50    | Rushell Clayton JAM Jamaica                                                | 55.53      | Zurian Hechavarría CUB Cuba                                                      | 55.85    |
| 3000 metros com obstáculos detalhes | Geneviève Lalonde CAN Canadá                                                        | 9:41.45  | Marisa Howard USA Estados Unidos                                           | 9:43.78    | Belén Casetta ARG Argentina                                                      | 9:44.46  |
|                                     |                                                                                     |          |                                                                            |            |                                                                                  |          |
| Maratona detalhes                   | Gladys Tejeda PER Peru                                                              | 2:30:55  | Bethany Sachtleben USA Estados Unidos                                      | 2:31:20    | Angie Orjuela COL Colômbia                                                       | 2:32:27  |
| 20 km marcha atlética detalhes      | Sandra Arenas COL Colômbia                                                          | 1:28:03  | Kimberly García PER Peru                                                   | 1:29:00 SB | Érica de Sena BRA Brasil                                                         | 1:30:34  |
| 50 km marcha atlética detalhes      | Johana Ordóñez ECU Equador                                                          | 4:11:12  | Mirna Ortiz GUA Guatemala                                                  | 4:15:21    | Paola Pérez ECU Equador                                                          | 4:16:54  |
|                                     |                                                                                     |          |                                                                            |            |                                                                                  |          |
| Salto em distância detalhes         | Chantel Malone IVB Ilhas Virgens Britânicas                                         | 6.68 m   | Keturah Orji USA Estados Unidos                                            | 6.66 m     | Tissanna Hickling JAM Jamaica                                                    | 6.59 m   |
| Salto triplo detalhes               | Yulimar Rojas VEN Venezuela                                                         | 15.11    | Shanieka Ricketts JAM Jamaica                                              | 14.77      | Liadagmis Povea CUB Cuba                                                         | 14.60    |
| Salto em altura detalhes            | Levern Spencer LCA Santa Lúcia                                                      | 1.87 m   | Priscilla Frederick ANT Antígua e Barbuda                                  | 1.87 m     | Kimberly Williamson JAM Jamaica                                                  | 1.84 m   |
| Salto com vara detalhes             | Yarisley Silva CUB Cuba                                                             | 4.75 SB  | Katie Nageotte USA Estados Unidos                                          | 4.70       | Alysha Newman CAN Canadá                                                         | 4.55     |
| Arremesso de peso detalhes          | Danniel Thomas-Dodd JAM Jamaica                                                     | 19.55    | Brittany Crew CAN Canadá                                                   | 19.07      | Jessica Ramsey USA Estados Unidos                                                | 19.01    |
| Lançamento de disco detalhes        | Yaime Perez CUB Cuba                                                                | 66.58 m  | Andressa de Morais BRA Brasil                                              | 65.98 m    | Fernanda Borges BRA Brasil                                                       | 62.23 m  |
| Lançamento de dardo detalhes        | Kara Winger USA Estados Unidos                                                      |          | Elizabeth Gleadle CAN Canadá                                               |            | Ariana Ince USA Estados Unidos                                                   |          |
| Lançamento de martelo detalhes      | Gwen Berry USA Estados Unidos                                                       | 74.62    | Brooke Andersen USA Estados Unidos                                         | 71.07      | Rosa Rodríguez VEN Venezuela                                                     | 69.48    |
|                                     |                                                                                     |          |                                                                            |            |                                                                                  |          |
| Heptatlo detalhes                   | Adriana Rodríguez CUB Cuba                                                          | 6113     | Annie Kunz USA Estados Unidos                                              | 5990       | Martha Araújo COL Colômbia                                                       | 5925     |

## Quadro de medalhas
| Ordem | País                         | Medalha de ouro | Medalha de prata | Medalha de bronze |     |
| ----- | ---------------------------- | --------------- | ---------------- | ----------------- | --- |
| 1     | USA Estados Unidos           | 7               | 14               | 12                | 33  |
| 2     | BRA Brasil                   | 6               | 6                | 4                 | 16  |
| 3     | JAM Jamaica                  | 6               | 5                | 6                 | 17  |
| 4     | CAN Canadá                   | 5               | 6                | 4                 | 15  |
| 5     | CUB Cuba                     | 5               | 2                | 2                 | 9   |
| 6     | ECU Equador                  | 4               |                  | 1                 | 5   |
| 7     | MEX México                   | 3               | 3                | 3                 | 9   |
| 8     | COL Colômbia                 | 3               | 1                | 3                 | 8   |
| 9     | PER Peru                     | 2               | 1                | 1                 | 4   |
| 10    | CHI Chile                    | 1               | 1                | 1                 | 3   |
| 11    | GRN Granada                  | 1               | 1                |                   | 2   |
| 12    | LCA Santa Lúcia              | 1               |                  |                   | 1   |
|       | VEN Venezuela                | 1               |                  |                   | 1   |
|       | BAR Barbados                 | 1               |                  |                   | 1   |
|       | CRC Costa Rica               | 1               |                  |                   | 1   |
|       | IVB Ilhas Virgens Britânicas | 1               |                  |                   | 1   |
| 17    | TTO Trinidad e Tobago        |                 | 4                | 1                 | 5   |
| 18    | ANT Antígua e Barbuda        |                 | 1                | 1                 | 2   |
|       | GUA Guatemala                |                 | 1                | 1                 | 2   |
|       | PUR Porto Rico               |                 | 1                | 1                 | 2   |
| 21    | URU Uruguai                  |                 |                  | 2                 | 2   |
| 22    | ARG Argentina                |                 |                  | 1                 | 1   |
|       | BAH Bahamas                  |                 |                  | 1                 | 1   |
|       | DOM República Dominicana     |                 |                  | 1                 | 1   |
| TOTAL | TOTAL                        | 48              | 48               | 48                | 144 |

Legenda
| Recorde mundial                  | Recorde mundial (World record)               |                       | Recorde africano                      | Recorde africano (African) |                                           | Q | Classificado por posição (Qualified) |
| Recorde dos Jogos Pan-Americanos | Recorde pan-americano (Pan-American record)  | Recorde da América    | Recorde da América (Americas)         | q                          | Classificado por melhor tempo (Qualified) |   |                                      |
| Melhor marca do ano              | Melhor marca do ano (World leading)          | Recorde asiático      | Recorde asiático (Asian)              | DNS                        | Não largou (Did not start)                |   |                                      |
| Recorde nacional                 | Recorde nacional (National record)           | Recorde europeu       | Recorde europeu (European)            | DNF                        | Não terminou (Did not finish)             |   |                                      |
| Recorde pessoal                  | Recorde pessoal do atleta (Personal best)    | Recorde da Oceania    | Recorde da Oceania (Oceania)          | DSQ / DQ                   | Desclassificado (Disqualified)            |   |                                      |
| Recorde da temporada             | Recorde da temporada do atleta (Season best) | Recorde sul-americano | Recorde sul-americano (South America) | NM                         | Sem marca (No mark)                       |   |                                      |